# Capo Marrargiu
Capo Marrargiu (o Marargiu) è un promontorio della costa nord-occidentale della Sardegna situato nel comune di Bosa, a sud di Alghero, nella cosiddetta costa dei Grifoni, per via dei rarissimi esemplari di questa specie di avvoltoio che vi nidificano.

## Descrizione
Il capo era noto in tempi antichi col nome di Ermaeum akron (colle di Mercurio) e le cale marine nelle sue circostanze sono presumibilmente state usate da molti popoli antichi come approdi per naviglio di ridotte dimensioni anche grazie alle numerose grotte, formatesi dall'erosione operata dal moto ondoso del mare, nelle pareti rocciose a strapiombo sul mare. Si è anche avanzata l'ipotesi che i Fenici avessero trovato il modo di estrarne dell'oro e che parte di questo sia stato usato nella costruzione della non distante città di Tharros.
È al centro di una riserva naturalistica che ne prende il nome ed è anche stato sede di una struttura militare (Centro addestramento guastatori) che acquisì una certa notorietà alla fine degli anni sessanta. Sino a tempi recenti, inoltre, vi si praticava la pesca del corallo, effettuata da corallari algheresi e bosani col metodo dell'apnea.

## La riserva
Capo Marrargiu è al centro di una riserva naturalistica regionale per la protezione faunistica, di circa 160 ettari, e riveste particolare importanza per la qualità e la quantità di specie protette e rare che ospita.
L'avvoltoio grifone nidifica in queste coste impervie che rappresentano le sue colonie più importanti in territorio nazionale. Fra gli altri uccelli è notevole la presenza di specie ormai rare come l'aquila reale e l'aquila del Bonelli, oltre al falco pellegrino, al gabbiano corso, al martin pescatore ed al nibbio reale.
La zona è caratterizzata geologicamente da una cospicua presenza di roccia di origine vulcanica e da una costellazione di grotte erosive, molte delle quali con apertura sul mare. In alcune di queste venne segnalato l'avvistamento di esemplari di foca monaca, ma non si sono mai avuti dati certi sulla presenza di questo animale.
La riserva comprende un parco biomarino, che si estende dall'isolotto di Sa Pagliosa, a nord, fino al fiume Temo (che attraversa la città di Bosa), a sud.

## La base militare
In prossimità del capo, con cui viene da sempre erroneamente associata (si trova in realtà in località Torre Poglina, a ben 18 km di distanza a nord, in linea d'aria), fu realizzata intorno al 1960 una base militare segreta che alla fine degli anni sessanta divenne nota in relazione al Piano Solo e negli anni ottanta tornò agli onori delle cronache per il caso Gladio. Non si esclude che questa errata identificazione geografica (Torre Poglina-Capo Marrargiu) fosse voluta, allo scopo di depistaggio.
I terreni erano stati acquistati da una società a responsabilità limitata di copertura, i cui soci erano esponenti di alto livello del SIFAR (Servizio informazioni forze armate), il servizio segreto militare, e nella massima segretezza fu allestita la base, adibita a sede del CAG, (Centro addestramento guastatori), ed in seguito considerata la principale base di addestramento della struttura clandestina operazione Gladio.
In occasione dell'eventuale attuazione del Piano Solo, progetto di colpo di Stato che prevedeva l'impiego "solo" dell'Arma dei Carabinieri per prendere il controllo dello Stato, la base di Poglina avrebbe dovuto ospitare 731 enucleandi, ovvero persone del mondo della politica e del sindacato considerate pericolose e secondo questo programma da detenere presso la base sino ad emergenza cessata. La lista degli  enucleandi era stata redatta sulla base di risultanze reperite dai cosiddetti fascicoli SIFAR, rapporti analitici di una certa profondità sulla vita pubblica e privata di circa 157.000 persone, prodotti dal SIFAR per ordine del generale Giovanni De Lorenzo, organizzatore del Piano Solo.
La base, estesa su una superficie di 229,822 m², è ancora in funzione. È situata sulla strada provinciale nº 105 Alghero - Bosa, al km 6+300, in località Poglina. Ospita il Distaccamento operativo tipo C del Raggruppamento unità difesa ed è gestita dall'AISE.